# WASP-12
WASP-12 (2MASS J06303279+2940202) és una estrella de la constel·lació del Cotxer, visualment situada a 55 minuts d'arc de l'estrella variable RT Aurigae. La seva magnitud aparent en banda B és +12,1.
WASP-12 és una estrella groga de tipus espectral F-tardà —encara que a la base de dades de SIMBAD consta com de tipus G0— amb una temperatura efectiva de 6300 ± 200 K.
La seva mida és més gran que la del nostre Sol —el seu diàmetre és un 57% més gran—, i rota amb una velocitat inferior a 2,2 km/s.
Té una metal·licitat aproximadament el doble de la del Sol
i una lluminositat 3,5 vegades superior a la lluminositat solar.
La seva massa és 1,35 masses solars, i pot tenir una edat aproximada 2000 milions d'anys.
WASP-12 es troba 871 anys llum del sistema solar.
WASP respon a les sigles angleses de Wide Angle Search for Planets, un projecte per a la recerca automatitzada de planetes extrasolars mitjançant l'observació de trànsits astronòmics.

## Sistema planetari
El 2009 s'anuncià el descobriment d'un planeta extrasolar, anomenat WASP-12b, orbitant al seu voltant.
El planeta està separat tan sols 0,023 ua de l'estrella. Amb una massa mínima equivalent a 1,41 vegades la massa de Júpiter, és un planeta del tipus "Júpiter calent". Completa una volta a l'estrella en una mica més d'un dia.
El seu curt període juntament al fet que l'estrella WASP-12 és una estrella calent, fan que la temperatura d'equilibri arribi als 2.516 K. Convertint aquest planeta, en el moment del seu descobriment, en el planeta conegut que rep una major quantitat de radiació electromagnètica.
| Nom      | Semieix major        | Massa           | Radi           | Període orbital | Descobriment |
| -------- | -------------------- | --------------- | -------------- | --------------- | ------------ |
| WASP-12b | > 0,0229 ± 0,0008 ua | > 1,41 ± 0,1 MJ | 1,79 ± 0,09 RJ | 1,091423 dies   | 2008         |